# Jardins publics d'Halifax
Les Jardins publics d'Halifax sont des jardins publics de l'Époque victorienne créés en 1867, l'année de constitution de la Confédération canadienne, situés à Halifax (Nouvelle-Écosse).
Ils ont été reconnus lieu historique du Canada en 1983.

## Plaques commémoratives
Dans le parc se trouvent de nombreuses plaques commémorant des personnalités et des faits militaires de l'ère victorienne.

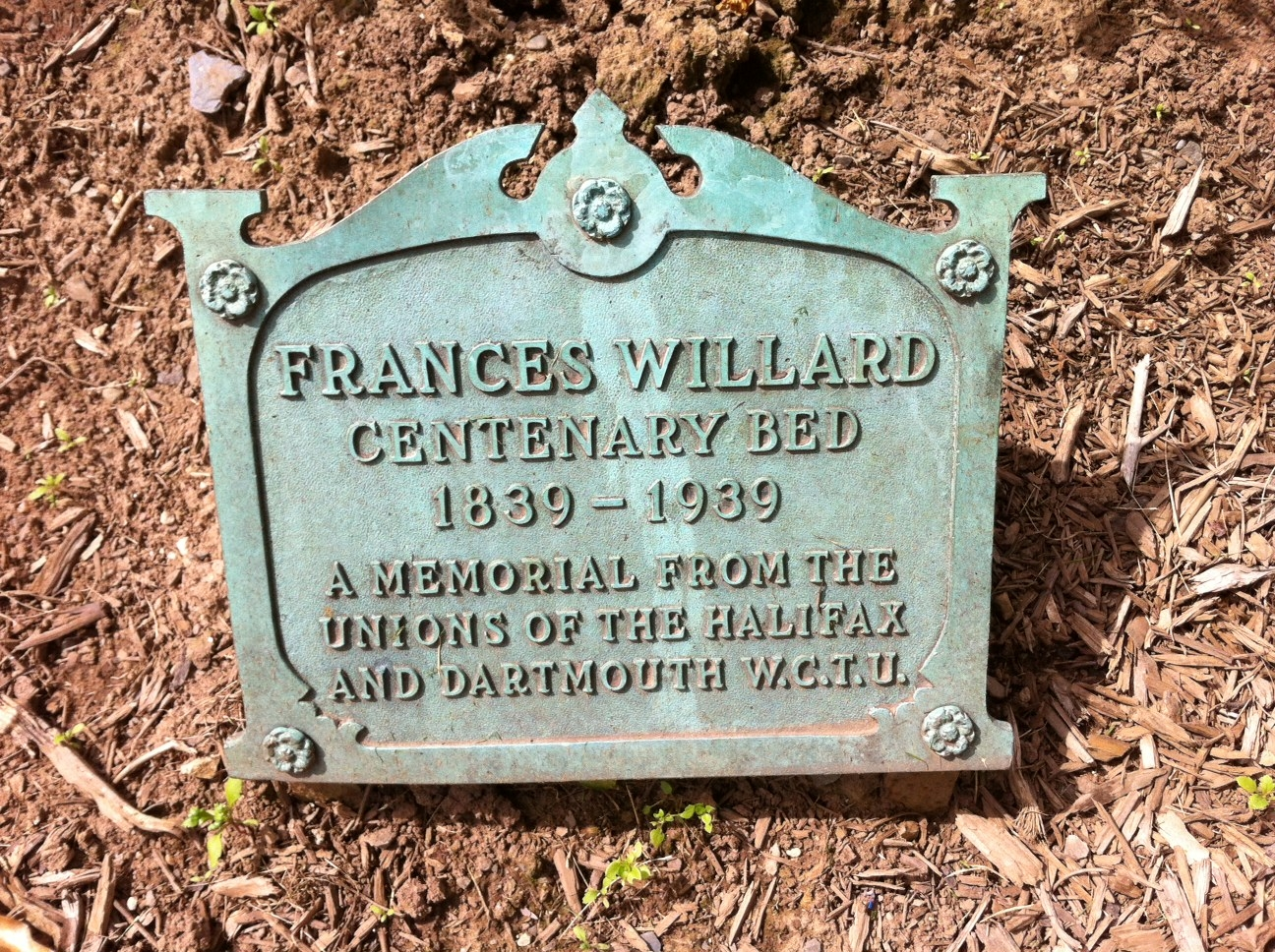
Plaque Frances Willard
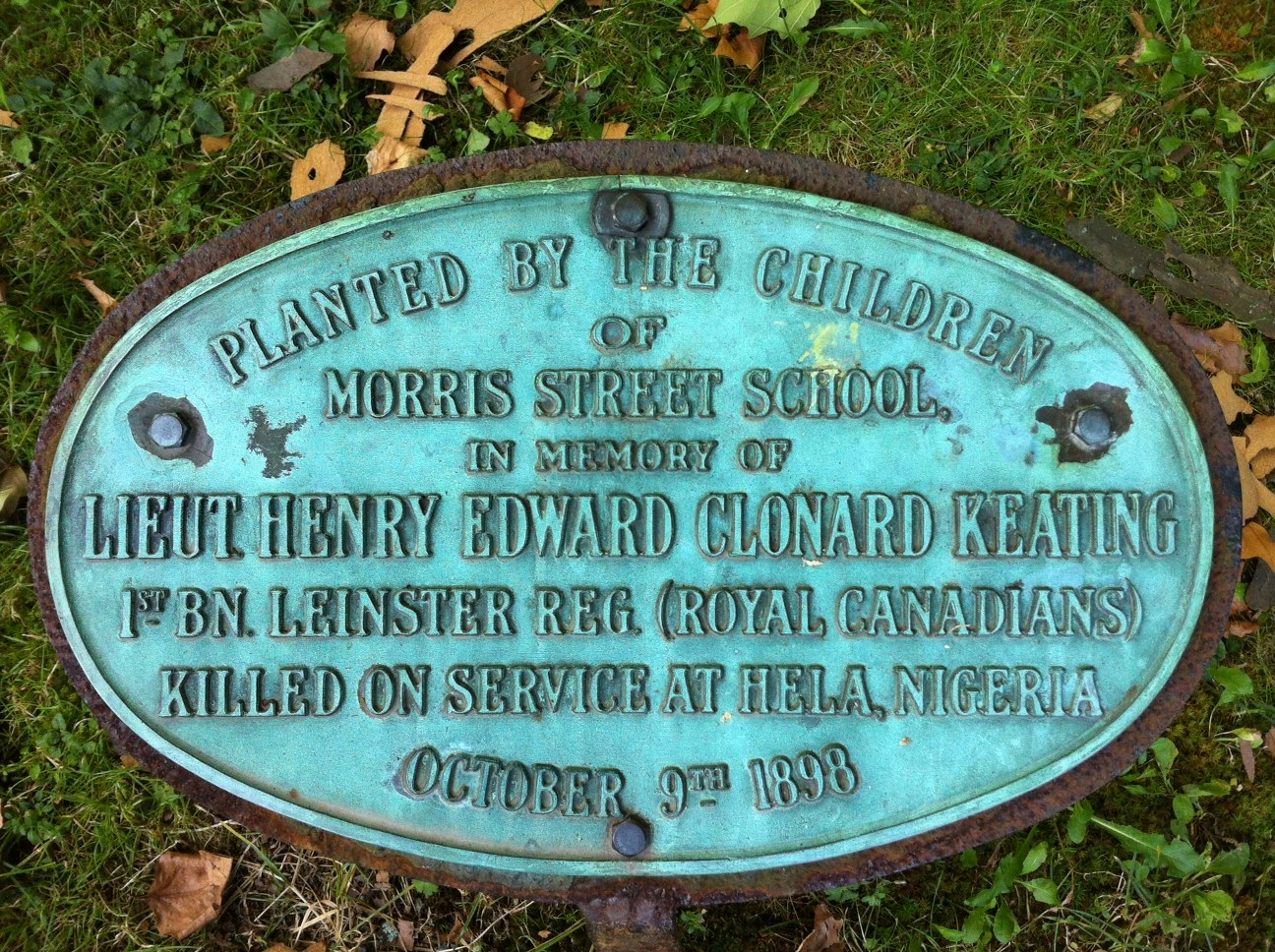
Plaque Henry Howard Clonard Keating
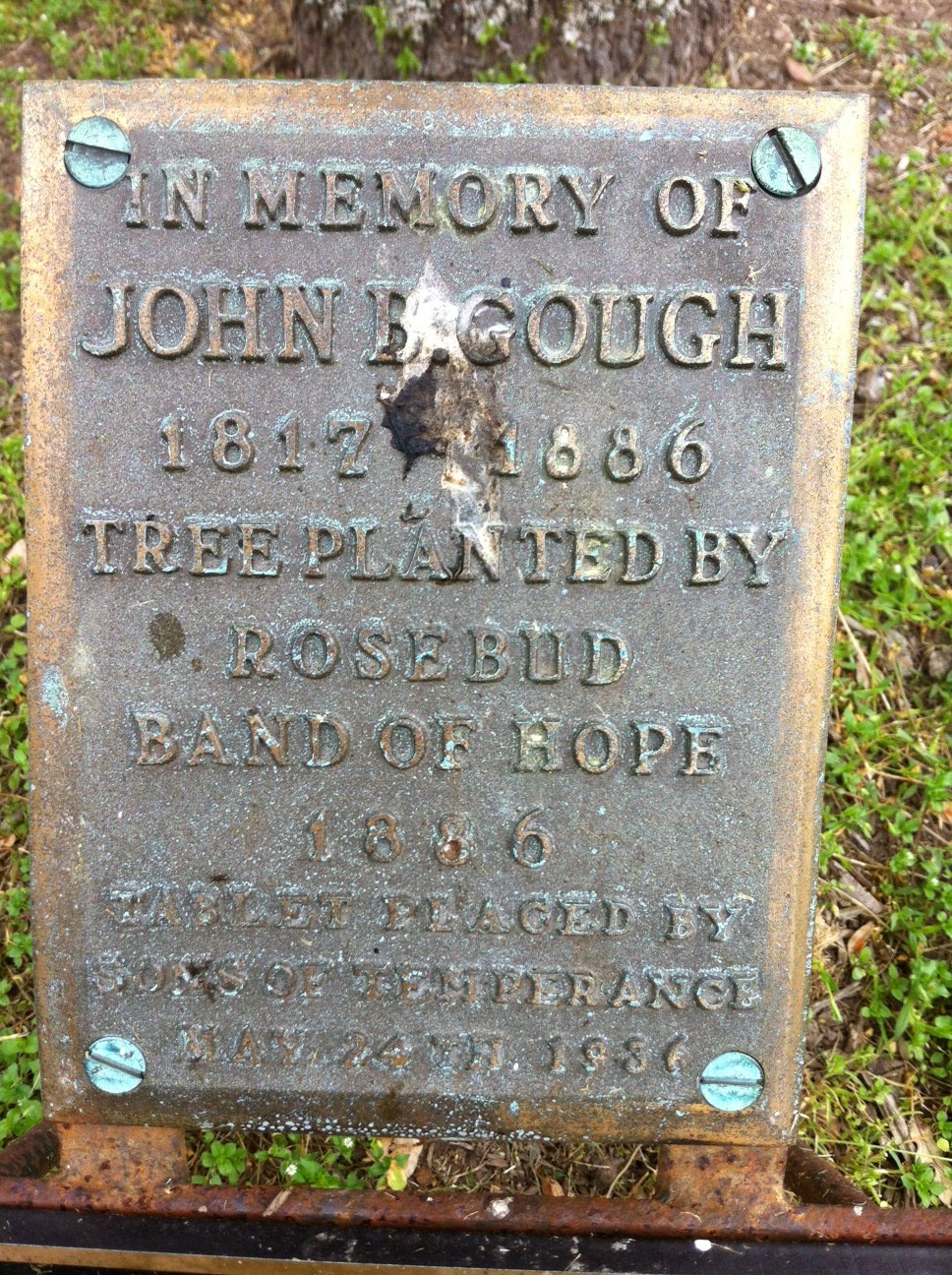
Plaque John B Gough